# Algemene verkiezingen in Liberia (1861)

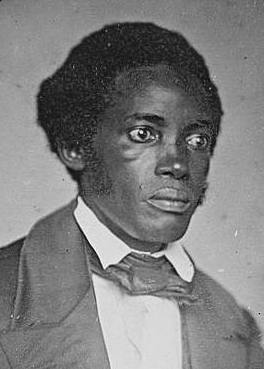
President Stephen Allen Benson.

De algemene verkiezingen in Liberia van 1861 werden in mei van dat jaar gehouden en gewonnen door zittend president Stephen Allen Benson van de Republican Party. Waarschijnlijk was Benson de enige kandidaat bij de verkiezingen, maar exacte date ontbreken. In januari 1862 werd Benson geïnaugureerd voor een derde termijn als president.
Tegelijk met de verkiezingen werd een referendum gehouden.